# Antoni Roses Juaneda
Antoni Roses Juaneda (Palma, Mallorca, 6 de gener de 1946) és director d'hotel i polític mallorquí.

## Trajectòria
Treballa com a empresari d'empreses hoteleres i fou president de l'Associació Hotelera de Santa Ponça. Alhora milità a Unió Mallorquina, partit amb el qual fou senador al Senat Espanyol durant la IIIa legislatura, entre el 1986 i el 1987, on formà part del grup mixt, proposat pel parlament de les Illes Balears. Fou vocal de la Comissió d'Indústria, Energia, Comerç i Turisme del Senat. Fou també elegit diputat a les eleccions al Parlament de les Illes Balears de 1983.